# Callipseustes semifimbriata
Callipseustes semifimbriata är en fjärilsart som beskrevs av W. Warren 1907. Callipseustes semifimbriata ingår i släktet Callipseustes och familjen mätare. Inga underarter finns listade i Catalogue of Life.